# Живаго Степан Андрійович
Степа́н Андрі́йович Жива́го (нар.? — пом.?) — педагог, статський радник.

## Життєпис

### Освіта
1894 року закінчив курс Ніжинського історико-філологічного інституту князя Безбородька.

### Трудова діяльність
30 жовтня 1894 року вступає на державну службу до Глухівської чоловічої гімназії та починає згадуватися джерелами у 1895-1898 навчальних роках як викладач давніх мов спочатку без чину, у 1898-1906 навчальних роках — у чині надвірний радник.
У 1906-1909 навчальних роках у чині статський радник працює інспектором чоловічої гімназії у місті Златополі.
У 1909-1913 навчальних роках працює інспектором Острозької чоловічої гімназії.
У 1913-1916 навчальних роках працює інспектором Білоцерківської чоловічої гімназії.

## Нагороди
- Орден Святого Станіслава 3 ступеня (1 січня 1909[джерело?])

## Зазначення
1. ↑  Живаго Степан Андреевич//Воспитанникам Глуховских гимназий посвящается… [Архівовано 21 грудня 2016 у Wayback Machine.](рос.)
2. ↑  Адрес-Календарь. Общая Роспись начальствующих и прочих должностных лиц по всем управлениям в Российской Империи на 1896 год. Часть 1 и 2. Ч. 1 С. 546 [Архівовано 20 грудня 2016 у Wayback Machine.](рос. дореф.)
3. ↑  Адрес-Календарь. Общая Роспись начальствующих и прочих должностных лиц по всем управлениям в Российской Империи на 1897 год. Часть 1 и 2. Ч. 1 С. 220 [Архівовано 20 грудня 2016 у Wayback Machine.](рос. дореф.)
4. ↑  Адрес-Календарь. Общая Роспись начальствующих и прочих должностных лиц по всем управлениям в Российской Империи на 1898 год. Часть 1 и 2. Ч. 1 С. 226 [Архівовано 26 лютого 2015 у Wayback Machine.](рос. дореф.)
5. ↑  Адрес-Календарь. Общая Роспись начальствующих и прочих должностных лиц во всем управлении Российской Империи. Часть 1 и 2. Ч. 1 С. 228 [Архівовано 7 травня 2017 у Wayback Machine.](рос. дореф.)
6. ↑  Адрес-Календарь. Общая роспись начальствующих и прочих должностных лиц по всем управлениям в Российской Империи на 1900 год, часть 1 и 2. Ч. 1 С. 234 [Архівовано 10 травня 2017 у Wayback Machine.](рос. дореф.)
7. ↑  Адрес-Календарь. Общая роспись начальствующих и прочих должностных лиц по всем управлениям в Российской Империи на 1901 год, часть 1 и 2. Ч. 1 С. 238 [Архівовано 10 квітня 2011 у Wayback Machine.](рос. дореф.)
8. ↑  Адрес-Календарь. Общая роспись начальствующих и прочих должностных лиц по всем управлениям в Российской Империи на 1902 год, часть 1 и 2. Ч. 1 С. 238 [Архівовано 10 травня 2017 у Wayback Machine.](рос. дореф.)
9. ↑  Адрес-Календарь. Общая роспись начальствующих и прочих должностных лиц по всем управлениям в Российской Империи на 1903 год. Часть 1. С. 236 [Архівовано 10 травня 2017 у Wayback Machine.](рос. дореф.)
10. ↑  Адрес-Календарь. Общая роспись начальствующих и прочих должностных лиц по всем управлениям в Российской Империи на 1904 год, часть 1. С. 243. [Архівовано 7 травня 2017 у Wayback Machine.](рос. дореф.)
11. ↑  Адрес-Календарь. Общая роспись начальствующих и прочих должностных лиц по всем управлениям в Российской Империи на 1905 год, часть 1 и 2. Ч. 1 С. 251 [Архівовано 7 травня 2017 у Wayback Machine.](рос. дореф.)
12. ↑  Адрес-Календарь. Общая роспись начальствующих и прочих должностных лиц по всем управлениям в Российской Империи на 1906 год, часть 1. С. 263. [Архівовано 5 листопада 2016 у Wayback Machine.](рос. дореф.)
13. ↑  Адрес-Календарь. Общая роспись начальствующих и прочих должностных лиц по всем управлениям в Российской Империи на 1907 год, часть 1. С. 270 [Архівовано 7 травня 2017 у Wayback Machine.](рос. дореф.)
14. ↑  Адрес-Календарь. Общая роспись начальствующих и прочих должностных лиц по всем управлениям в Российской Империи на 1908 год, часть 1 и 2. Ч. 1 С. 280 [Архівовано 5 листопада 2016 у Wayback Machine.](рос. дореф.)
15. ↑  Адрес-Календарь. Общая роспись начальствующих и прочих должностных лиц по всем управлениям в Российской Империи на 1909 год, часть 1 и 2. Ч. 1 С. 304 [Архівовано 5 листопада 2016 у Wayback Machine.](рос. дореф.)
16. ↑  Адрес-Календарь. Общая Роспись начальствующих и прочих должностных лиц по всем управлениям в Российской империи на 1910 год. Часть 1 и 2. Ч. 1 С. 326 [Архівовано 30 жовтня 2016 у Wayback Machine.](рос. дореф.)
17. ↑  Адрес-Календарь. Общая Роспись начальствующих и прочих должностных лиц по всем управлениям в Российской империи на 1911 год. Часть 1 и 2. Ч. 1 С. 351 [Архівовано 2 квітня 2015 у Wayback Machine.](рос. дореф.)
18. ↑  Адрес-Календарь. Общая Роспись начальствующих и прочих должностных лиц по всем управлениям в Российской империи на 1912 год. Часть 1 и 2. Ч. 1 С. 366 [Архівовано 3 листопада 2016 у Wayback Machine.](рос. дореф.)
19. ↑  Адрес-Календарь. Общая Роспись начальствующих и прочих должностных лиц по всем управлениям в Российской империи на 1913 год. Часть 1 и 2. Ч. 1 С. 392 [Архівовано 3 листопада 2016 у Wayback Machine.](рос. дореф.)
20. ↑  Адрес-Календарь. Общая Роспись начальствующих и прочих должностных лиц по всем управлениям в Российской империи на 1914 год. Часть 1 и 2. Ч. 1 С. 426 [Архівовано 3 листопада 2016 у Wayback Machine.](рос. дореф.)
21. ↑  Адрес-календарь Российской Империи на 1915 г., (часть 1 и 2). Ч. 1 С. 443 [Архівовано 18 жовтня 2016 у Wayback Machine.](рос. дореф.)
22. ↑  Адрес-Календарь. Общая Роспись начальствующих и прочих должностных лиц по всем управлениям в Российской империи на 1916 год. Часть 1 и 2. Ч. 1 С. 400 [Архівовано 2 квітня 2015 у Wayback Machine.](рос. дореф.)